# Dehri
Dehri oder Dehri-on-Sone (Hindi: डेहरी आन सोन) ist eine ehemalige Industriestadt mit rund 150.000 Einwohnern im indischen Bundesstaat Bihar.

## Lage
Dehri liegt im Südwesten Bihars ca. 154 km (Fahrtstrecke) südwestlich der Stadt Patna am Fluss Son in der Gangesebene nahe der Grand Trunk Road in einer Höhe von ca. 110 m ü. d. M.; die Distriktshauptstadt Sasaram ist ca. 20 km in westlicher Richtung entfernt. Das Klima ist meist heiß und trocken; Regen (ca. 1200 mm/Jahr) fällt fast nur in den sommerlichen Monsunmonaten.

## Bevölkerung
Offizielle Bevölkerungsstatistiken werden erst seit 1991 geführt und veröffentlicht.
| Jahr      | 1991   | 2001    | 2011    |
| Einwohner | 93.694 | 119.057 | 137.231 |

Gut 83,5 % der mehrheitlich Bhojpuri, Hindi und Urdu sprechenden Bevölkerung sind Hindus, etwa 15,5 % sind Moslems; Sikhs, Buddhisten, Jains und Christen etc. bilden zahlenmäßig kleine Minderheiten. Der männliche Bevölkerungsanteil übersteigt den weiblichen deutlich.

## Wirtschaft
Die nach 1900 gegründete Schwesterstadt Dalmianagar war eine Industriestadt. In den 1980er Jahren mussten jedoch viele Betriebe wegen Unrentabilität und Unterwanderung durch Mafia-ähnliche Kreise schließen. Dehri ist verkehrstechnisch von Bedeutung, da hier sowohl eine Straßen-, als auch eine Eisenbahnbrücke den maximal knapp 3 km breiten, aber im Frühjahr nahezu ausgetrockneten Fluss Son überqueren. Etwa 10 km südwestlich der Stadt wurde in den 1960er Jahren ein Sperrwerk (Indrapuri-Dam) gebaut, welches vorrangig Bewässerungszwecken dient.

## Geschichte
Im 6. und 5. Jahrhundert v. Chr. residierte in der Region die Magadha-Dynastie. Über die mittelalterliche Geschichte Dehris ist kaum etwas bekannt. Um das Jahr 1486 wurde in der Nachbarstadt Sasaram Sher Khan Suri geboren, dem es in den Jahren nach 1531 gelang, große Teile Bihars und Bengalens unter seine Kontrolle zu bringen. Er straffte und organisierte das Mogulreich neu und ließ große Teile der späteren Grand Trunk Road anlegen und befestigen. Nach seinem Tod fiel die Stadt für Jahrhunderte der weitgehenden Bedeutungslosigkeit anheim. Im 19. Jahrhundert übernahmen die Briten die Kontrolle.
Von 1907 bis 1984 verkehrte hier die Dehri Rohtas Light Railway.

## Sehenswürdigkeiten
Dehri hat keinerlei Sehenswürdigkeiten von historischer oder kultureller Bedeutung.
Umgebung
- In der ca. 20 km westlich gelegenen Nachbarstadt Sasaram stehen zwei beeindruckende Mausoleen der Suriden-Dynastie.
- Ca. 60 km südwestlich liegt die beeindruckende Festungsanlage Rohtasgarh auf einem Bergplateau oberhalb des Flusses Son. Hinter einem imposanten Torbau (Hathiya-Pol) liegen die Ruinen einer von Maharaja Man Singh I. Ende des 16. Jahrhunderts erbauten Palastanlage. Anderthalb Kilometer nordöstlich befinden sich die Ruinen befinden sich die Ruinen dreier Sakralbauten (Ganesh-Tempel, Rohtasan-Tempel und Devi-Tempel).